# Grande Rivière du Nord (kommun)
Grande Rivière du Nord är en kommun i Haiti.   Den ligger i departementet Nord, i den norra delen av landet, 110 km norr om huvudstaden Port-au-Prince.